# Трудові резерви (футбольний клуб, Ленінград)
Футбольний клуб «Трудові резерви» (рос. Футбольный клуб «Трудовые резервы») — колишній радянський футбольний клуб з Ленінграда, що існував у 1954—1960 роках.

## Історія
Створений у 1954 році на базі ленінградської команди «Динамо». У 1960 році розформований.
У 1954—1956 роках виступав у Класі А Чемпіонату СРСР.

## Досягнення
- Кубок Прибалтійських країн
  - Володар: 1959.